# Tongaans voetbalelftal (mannen)
Het Tongaans voetbalelftal is een team van voetballers dat Tonga vertegenwoordigt bij internationale wedstrijden, zoals het WK en de OFC Nations Cup.

## Deelnames aan internationale toernooien
Tonga speelde de eerste kwalificatiewedstrijd voor een wereldkampioenschap op 11 november 1996. Er werd in die wedstrijd gewonnen met 2–0 van de Cookeilanden. Beide doelpunten werden voor Tonga gemaakt door Timote Moleni. Het land doet tevens mee aan kwalificatiewedstrijden het Oceanisch kampioenschap, maar wist zich nooit voor het hoofdtoernooi te plaatsen. Wel werd het tweede in de Beker van Polynesië in 1994.

### Wereldkampioenschap
| Wereldkampioenschap voetbal overzicht | Wereldkampioenschap voetbal overzicht | Wereldkampioenschap voetbal overzicht | Wereldkampioenschap voetbal overzicht | Wereldkampioenschap voetbal overzicht | Wereldkampioenschap voetbal overzicht | Wereldkampioenschap voetbal overzicht | Wereldkampioenschap voetbal overzicht | Wereldkampioenschap voetbal overzicht |
| Jaar                                  | Ronde                                 | Wed.                                  | W                                     | G                                     | V                                     | DV                                    | DT                                    |                                       |
| ------------------------------------- | ------------------------------------- | ------------------------------------- | ------------------------------------- | ------------------------------------- | ------------------------------------- | ------------------------------------- | ------------------------------------- | ------------------------------------- |
| 1998                                  | Niet gekwalificeerd                   | Niet gekwalificeerd                   | Niet gekwalificeerd                   | Niet gekwalificeerd                   | Niet gekwalificeerd                   | Niet gekwalificeerd                   | Niet gekwalificeerd                   |                                       |
| 2002                                  | Niet gekwalificeerd                   | Niet gekwalificeerd                   | Niet gekwalificeerd                   | Niet gekwalificeerd                   | Niet gekwalificeerd                   | Niet gekwalificeerd                   | Niet gekwalificeerd                   |                                       |
| 2006                                  | Niet gekwalificeerd                   | Niet gekwalificeerd                   | Niet gekwalificeerd                   | Niet gekwalificeerd                   | Niet gekwalificeerd                   | Niet gekwalificeerd                   | Niet gekwalificeerd                   |                                       |
| 2010                                  | Niet gekwalificeerd                   | Niet gekwalificeerd                   | Niet gekwalificeerd                   | Niet gekwalificeerd                   | Niet gekwalificeerd                   | Niet gekwalificeerd                   | Niet gekwalificeerd                   |                                       |
| 2014                                  | Niet gekwalificeerd                   | Niet gekwalificeerd                   | Niet gekwalificeerd                   | Niet gekwalificeerd                   | Niet gekwalificeerd                   | Niet gekwalificeerd                   | Niet gekwalificeerd                   |                                       |
| 2018                                  | Niet gekwalificeerd                   | Niet gekwalificeerd                   | Niet gekwalificeerd                   | Niet gekwalificeerd                   | Niet gekwalificeerd                   | Niet gekwalificeerd                   | Niet gekwalificeerd                   |                                       |
| 2022                                  | Teruggetrokken                        | Teruggetrokken                        | Teruggetrokken                        | Teruggetrokken                        | Teruggetrokken                        | Teruggetrokken                        | Teruggetrokken                        |                                       |
| 2026                                  | Niet gekwalificeerd                   | Niet gekwalificeerd                   | Niet gekwalificeerd                   | Niet gekwalificeerd                   | Niet gekwalificeerd                   | Niet gekwalificeerd                   | Niet gekwalificeerd                   |                                       |

### Oceanisch kampioenschap
| Oceanisch kampioenschap voetbal overzicht | Oceanisch kampioenschap voetbal overzicht | Oceanisch kampioenschap voetbal overzicht | Oceanisch kampioenschap voetbal overzicht | Oceanisch kampioenschap voetbal overzicht | Oceanisch kampioenschap voetbal overzicht | Oceanisch kampioenschap voetbal overzicht | Oceanisch kampioenschap voetbal overzicht | Oceanisch kampioenschap voetbal overzicht |
| Jaar                                      | Ronde                                     | Wed.                                      | W                                         | G                                         | V                                         | DV                                        | DT                                        |                                           |
| ----------------------------------------- | ----------------------------------------- | ----------------------------------------- | ----------------------------------------- | ----------------------------------------- | ----------------------------------------- | ----------------------------------------- | ----------------------------------------- | ----------------------------------------- |
| 1996                                      | Niet gekwalificeerd                       | Niet gekwalificeerd                       | Niet gekwalificeerd                       | Niet gekwalificeerd                       | Niet gekwalificeerd                       | Niet gekwalificeerd                       | Niet gekwalificeerd                       |                                           |
| 1998                                      | Niet gekwalificeerd                       | Niet gekwalificeerd                       | Niet gekwalificeerd                       | Niet gekwalificeerd                       | Niet gekwalificeerd                       | Niet gekwalificeerd                       | Niet gekwalificeerd                       |                                           |
| 2000                                      | Niet gekwalificeerd                       | Niet gekwalificeerd                       | Niet gekwalificeerd                       | Niet gekwalificeerd                       | Niet gekwalificeerd                       | Niet gekwalificeerd                       | Niet gekwalificeerd                       |                                           |
| 2002                                      | Niet gekwalificeerd                       | Niet gekwalificeerd                       | Niet gekwalificeerd                       | Niet gekwalificeerd                       | Niet gekwalificeerd                       | Niet gekwalificeerd                       | Niet gekwalificeerd                       |                                           |
| 2004                                      | Niet gekwalificeerd                       | Niet gekwalificeerd                       | Niet gekwalificeerd                       | Niet gekwalificeerd                       | Niet gekwalificeerd                       | Niet gekwalificeerd                       | Niet gekwalificeerd                       |                                           |
| 2008                                      | Niet gekwalificeerd                       | Niet gekwalificeerd                       | Niet gekwalificeerd                       | Niet gekwalificeerd                       | Niet gekwalificeerd                       | Niet gekwalificeerd                       | Niet gekwalificeerd                       |                                           |
| 2012                                      | Niet gekwalificeerd                       | Niet gekwalificeerd                       | Niet gekwalificeerd                       | Niet gekwalificeerd                       | Niet gekwalificeerd                       | Niet gekwalificeerd                       | Niet gekwalificeerd                       |                                           |
| 2016                                      | Niet gekwalificeerd                       | Niet gekwalificeerd                       | Niet gekwalificeerd                       | Niet gekwalificeerd                       | Niet gekwalificeerd                       | Niet gekwalificeerd                       | Niet gekwalificeerd                       |                                           |
| 2024                                      | Niet gekwalificeerd                       | Niet gekwalificeerd                       | Niet gekwalificeerd                       | Niet gekwalificeerd                       | Niet gekwalificeerd                       | Niet gekwalificeerd                       | Niet gekwalificeerd                       |                                           |

| Beker van Polynesië overzicht | Beker van Polynesië overzicht | Beker van Polynesië overzicht | Beker van Polynesië overzicht | Beker van Polynesië overzicht | Beker van Polynesië overzicht | Beker van Polynesië overzicht | Beker van Polynesië overzicht | Beker van Polynesië overzicht |
| Jaar                          | Ronde                         | Wed.                          | W                             | G                             | V                             | DV                            | DT                            |                               |
| ----------------------------- | ----------------------------- | ----------------------------- | ----------------------------- | ----------------------------- | ----------------------------- | ----------------------------- | ----------------------------- | ----------------------------- |
| 1994                          | Tweede                        | 3                             | 1                             | 1                             | 1                             | 4                             | 4                             |                               |
| 1998                          | Vierde                        | 4                             | 1                             | 1                             | 2                             | 5                             | 9                             |                               |
| 2000                          | Vierde                        | 4                             | 0                             | 0                             | 4                             | 2                             | 29                            |                               |

## FIFA-wereldranglijst[8]
| 1996 | 1997 | 1998 | 1999 | 2000 | 2001 | 2002 | 2003 | 2004 | 2005 | 2006 | 2007 | 2008 | 2009 | 2010 | 2011 | 2012 | 2013 | 2014 | 2015 | 2016 | 2017 | 2018 |
| ---- | ---- | ---- | ---- | ---- | ---- | ---- | ---- | ---- | ---- | ---- | ---- | ---- | ---- | ---- | ---- | ---- | ---- | ---- | ---- | ---- | ---- | ---- |
| 164  | 174  | 163  | 178  | 185  | 173  | 175  | 180  | 183  | 185  | 188  | 170  | 188  | 188  | 188  | 176  | 185  | 190  | 196  | 204  | 205  | 206  | 204  |

## Bondscoaches
TFA · 
Tongaans vrouwenelftal
Interlands
Tegenstander:
Amerikaans-Samoa ·
Australië ·
Cookeilanden ·
Fiji ·
Nieuw-Caledonië ·
Papoea-Nieuw-Guinea ·
Salomonseilanden ·
Samoa ·
Tahiti ·
Vanuatu